# 末永航
末永 航（すえなが こう、1955年 - ）は、日本の美術史学者。専門は西洋美術史、特に建築史。都市史（16－18世紀イタリア、日本近代）、生活文化史、文化資源学、地域文化論など。

## 略歴
1955年、兵庫県神戸市生まれ。名前の「航」は伯父山口誓子の命名。1979年、学習院大学文学部哲学科人文コース芸術学専攻卒業。1986年、同大学院人文科学研究科博士後期課程満期退学。同大学助手。1998年、広島女学院大学生活科学部助教授、教授・生活科学部長を経て、2012年同大学国際教養学部学部長、2016年3月退職。NPO尾道アートコミュニケーション副理事長。スローフード広島副会長・事務局長。2003年から尾道で暮らし、海の見える見晴らしの良い場所で、花火がすぐ前から上がるため、花火大会の日には、30人もの学生が自宅に遊びに来る。

## 論文・著書
- 「古代遺跡と古典主義:セバスティアーノ・セルリオ『建築第三書』について」『学習院大学文学部研究年報』第31号、1984年
- 「ヴァザーリとセルリオ『建築書』」『建築雑誌　建築年報』1984年
- 「セバスティアーノ・セルリオ『建築第三書』の古代遺構」『イタリア学会誌』第34号、1985年
- 「モントリオール美術研究案内」『日仏美術学会会報』第7号、1988年
- 「プルビレンティの寂しい家」『六月の風』第102号、1990年
- 「廃墟と復原:古代建築はどう描かれたか」『杉野女子大学・同短期大学部紀要』第28号、1991年
- 『バロック的』（共著）洋泉社、1992年
- 『アール・デコのポショワール』（共訳）同朋舎、1992年、ISBN 978-4-8104-1053-2
- 『メトロポリタン美術館ガイド』（共訳）同朋舎、1993年
- 「ラファエッロとアンドレア・デル・サルト－＜レオ十世像＞とその模写をめぐって」『杉野女子大学・同短期大学部紀要』第30号、1993年
- 『アール・ヌーヴォーの絵はがき』（共訳）同朋舎、1993年、ISBN 978-4-8104-1165-2
- 「描かれたウィトルウィウスの世界－『建築十書』イタリア十六世紀版の木版挿図」『地中海学研究』第17号、1994年
- 「大正・昭和のイタリア紀行　陽光と旅愁―五人の美術史家（上）」『SPAZIO』49号、1994年6月
- 「大正・昭和のイタリア紀行　陽光と旅愁―五人の美術史家（下）」『SPAZIO』50号、1994年12月
- 『カラー版西洋建築様式史』（共著）美術出版社、1995年、ISBN 978-4-568-40078-6(4-568-40078-3)
- 「大正・昭和のイタリア紀行　古典と情熱―『白樺』の人々（上）」『SPAZIO』51号、1995年6月
- 「大正・昭和のイタリア紀行　古典と情熱―『白樺』の人々（下）」『SPAZIO』52号、1995年12月
- 『ビジュアル版西洋建築史－デザインとスタイル』（共著）丸善、1996年
- 「セルリオ『建築書』の出版(1):各書の初版とその再版」『杉野女子大学・同短期大学部紀要』第33号、1996年
- 「建築史の誕生 画家・建築家ヴァザーリと16・17世紀イタリアの建築史」『建築雑誌』1396号、1996年
- 「セルリオ『建築書』の出版(2):イタリアでの再刊本」『杉野女子大学・同短期大学部紀要』第34号、1997年
- 『西洋美術館』（共著）小学館、1999年
- デザイン史フォーラム編『国際デザイン史―日本の意匠と東西交流』（共著）思文閣出版、2001年、ISBN 4-7842-1079-2
- 「セルリオ『建築書』の出版(3)翻訳版」『広島女学院大学生活科学部紀要』第9号、2002年
- 全国大学博物館学講座協議会西日本部会編『新しい博物館学』（共著）芙蓉書房出版、2002年、ISBN 978-4-8295-0416-1
- 『イタリア、旅する心ー大正教養世代のみた都市と文化』青弓社、2005年、ISBN 978-4-7872-7196-9
- 「沖縄とシーサー」『文化資源学』第3号、2005年
- 「博物館の包括利用制度と大学教育」『日本ミュージアム・マネージメント学会研究紀要』第11号、2007年
- 「暖色の町―旬遊つれづれ」『旬遊Hiroshima』vol.16、メディクス、2007年3月
- 「尾道暮らしとネブトの味―旬遊つれづれ」『旬遊Hiroshima』vol.17、メディクス、2007年6月
- 「鉄幹晶子をめぐる人々とイタリアの美術」『國文學』第52巻第7号、2007年
- 「はじめての　目のイタリア、豚脂の味。―旬遊つれづれ」『旬遊Hiroshima』vol.18、メディクス、2007年9月
- 「文化財はおいしい？―旬遊つれづれ」『旬遊Hiroshima』vol.19、メディクス、 2007年12月
- 「沖縄らしさの今―旬遊つれづれ」『旬遊Hiroshima』vol.20、メディクス、2008年3月
- 「普通においしい糸崎―旬遊つれづれ」『旬遊Hiroshima』vol.21、メディクス、2008年6月
- 「近代におけるイタリア・ルネサンス美術の再評価と日本の美術史家」『鹿島美術財団年報(別冊)』25、鹿島美術財団、2008年
- 「白の感触、白の食感―旬遊つれづれ」『旬遊Hiroshima』vol.22、メディクス、2008年9月
- 「空腹でもまずいものはやっぱりまずい―旬遊つれづれ」『旬遊Hiroshima』vol.23、メディクス、2008年12月
- 『広島女学院大学の世界遺産学』（共著）広島女学院大学総合研究所, 2008年、ISBN 978-4-938709-06-8
- デザイン史フォーラム編『近代工芸運動とデザイン史』（共著）思文閣出版、2008年、ISBN 978-4-7842-1438-9
- 「銀座、鬼火の旅―旬遊つれづれ」『旬遊Hiroshima』vol.24、メディクス、2009年3月
- 「風土と味をつくる 綾そして庄内―旬遊つれづれ」『旬遊Hiroshima』vol.25、メディクス、2009年6月
- 「夏の終わりと西瓜の味―旬遊つれづれ」『旬遊Hiroshima』vol.26、メディクス、2009年9月
- 「鯛の浜焼き、そしてもっと瀬戸内海！―旬遊つれづれ」『旬遊Hiroshima』vol.27、メディクス、2009年12月
- 「フィリピンはそこにある―旬遊つれづれ」『旬遊Hiroshima』vol.28、メディクス、2010年3月
- 「消えた町、記憶の味―旬遊つれづれ」『旬遊Hiroshima』vol.29、メディクス、2010年6月
- 「やさしいやさしいニンジンしりしり―旬遊つれづれ」『旬遊Hiroshima』vol.30、メディクス、2010年9月
- 「本が伝えてくれるもの―旬遊つれづれ」『旬遊Hiroshima』vol.31、メディクス、2010年12月
- 「「疎開」と糧―旬遊つれづれ」『旬遊Hiroshima』vol.32、メディクス、2011年3月
- 「出張の小さな幸せ―旬遊つれづれ」『旬遊Hiroshima』vol.33、メディクス、2011年7月
- 「イタリアのビール―旬遊つれづれ」『旬遊Hiroshima』vol.34、メディクス、2011年10月
- 「母なる大地―旬遊つれづれ」『旬遊Hiroshima』vol.35、メディクス、2011年12月
- 「鞆の浦 架橋問題を越えて」『藝術研究』25号、2012年
- 「尾道の文化資源と市民活動 (特集 地域社会と文化資源)」『文化資源学』11号、2013年